# Simulium mayuchuspi
Simulium mayuchuspi är en tvåvingeart som beskrevs av Coscaron 1990. Simulium mayuchuspi ingår i släktet Simulium och familjen knott.
Artens utbredningsområde är Peru. Inga underarter finns listade i Catalogue of Life.